# Камышино-Воронежское
Камы́шино-Воро́нежское — деревня в Муромцевском районе Омской области России. Входит в состав Камышино-Курского сельского поселения.

## История
Основана в 1840 году. В 1928 году деревня состояла из 71 хозяйства, основное население — русские. В административном отношении находилась в составе Камышино-Курского сельсовета Большереченского района Тарского округа Сибирского края.

## Население
| 1926 | 2010 |
| ---- | ---- |
| 436  | ↘195 |

## Улицы
В деревне имеются две улицы: Воронежская и Юбилейная.